# Manuel Peixoto Cirne da Silva
Manuel Peixoto Cirne da Silva ou simplesmente Manuel Peixoto Cirne (Lisboa), foi um fidalgo da Casa Real, cavaleiro da Ordem de Cristo, doutorado em Leis pela Universidade de Coimbra (1636-10-11 a 1642-10-01) e que, tal como seu pai, por herança era o administrador do morgado da Caparica com casas na Costa do Castelo em Lisboa, anexas a ele, cuja sede era o Palácio da Costa.
Recebe o alvará de fidalgo-cavaleiro, em 7 de março de 1602, pelos serviços prestados em Coimbra, Alentejo, Badajoz, Brasil e Índia.
Como genealogista conceituado na época passava certidões de justificação de nobreza e escreveu um Livro de famílias, que está na Biblioteca da Ajuda (49-XIII-33). No entanto, na opinião de Caetano de Sousa ele "foi muito aplicado, e escreveu muito, mas, porque era cândido de animo, com muita bondade, de fácil crença e sem nenhuma averiguação".
Era filho de Lourenço Peixoto Cirne, capitão de Rio Grande.
Teve D. Josefa Margarida da Silva que se recolheu ao Convento de Salvador em Lisboa, sem geração. Terá passado o referido morgado a sua prima D. Isabel Jozefa Cirne casada com José Pereira de Brito.